# Ipomoea pintoi
Ipomoea pintoi är en vindeväxtart som beskrevs av O'donell. Ipomoea pintoi ingår i släktet praktvindor, och familjen vindeväxter. Inga underarter finns listade i Catalogue of Life.